# Lourdes Pérez Iturraspe
Lourdes Pérez Iturraspe (Buenos Aires, 16 de febrero de 2000) es una jugadora de hockey sobre césped argentina, que compite en la categoría de hockey 5, Sub-18 de su equipo nacional  y participó en los Juegos Olímpicos de la Juventud de Buenos Aires 2018.
En los Juegos Olímpicos de la Juventud 2018 celebrados en Buenos Aires, Argentina, representó a su país en la disciplina de hockey sobre césped, certamen donde con su selección obtuvo la medalla dorada derrotando en la final al seleccionado femenino de India.

## Logros

### Podios
| Año  | Lugar        | Rival | Marcador | Resultado |
| ---- | ------------ | ----- | -------- | --------- |
| 2018 | Buenos Aires | India | 3–1      | Oro       |